# Valete de roupas

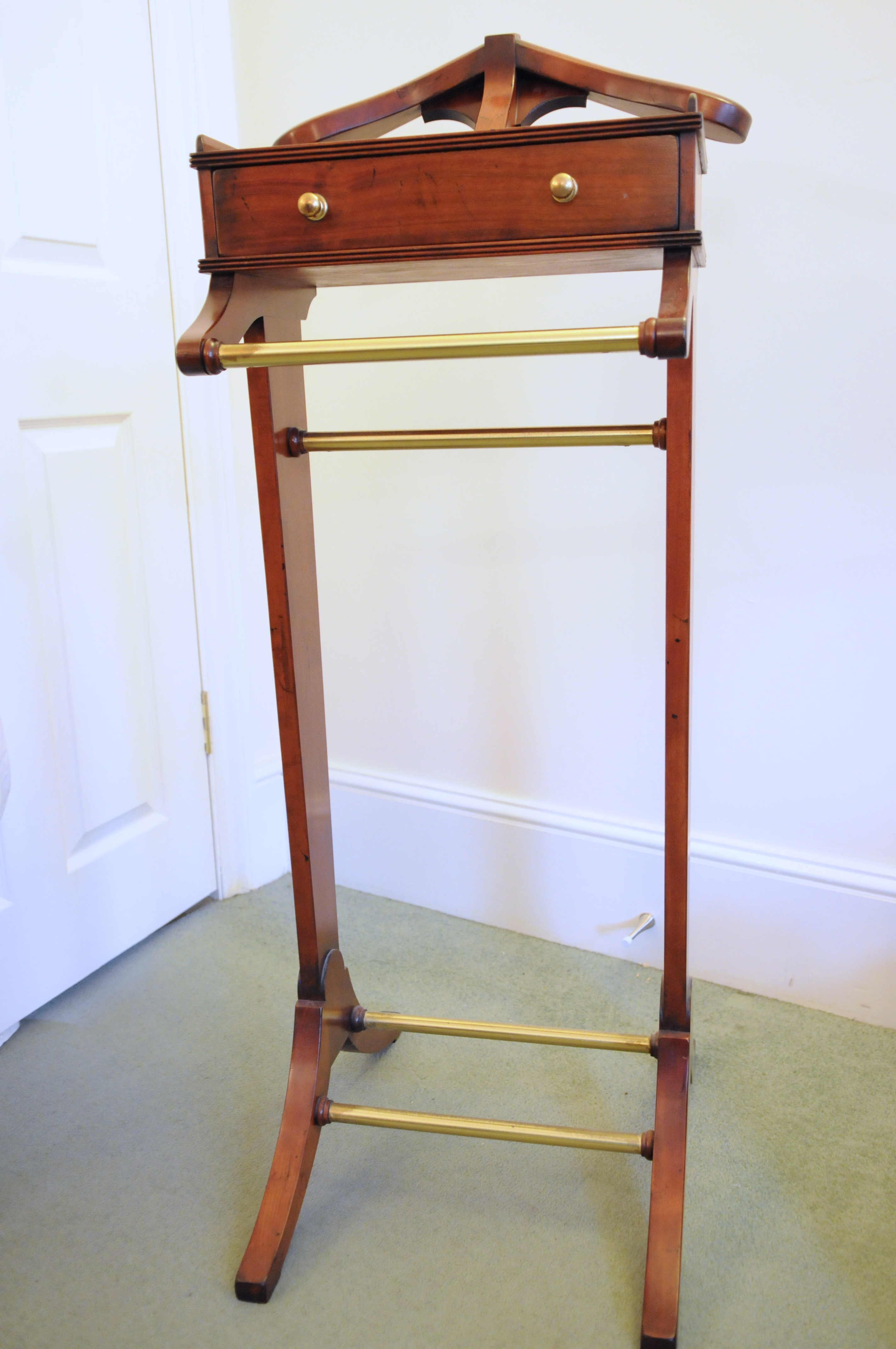
Valete com gaveta

Um valete de roupas, também chamado de valete vertical ou simplesmente valete, é uma peça de mobília onde se penduram roupas. Tipicamente o valete de roupas inclui um cabide para calça, cabide para casaco ou paletó, suporte para sapato e uma pequena prateleira ou bandeja para miudezas e objetos do dia a dia como carteira, relógio e chaves.
O valete do cavalheiro é um mobiliário do tempo em que o padrão de vestimenta para homens era muito mais alto do que os de hoje. As versões modernas, produzidas em massa, geralmente se constituem apenas de um cabide de paletó em uma base simples, embora ainda se encontrem peças de excelente qualidade, principalmente sob medida.

## Valete de cômoda
Também se costuma chamar de valete a bandeja ou caixa para guardar pequenos objetos pessoais como relógios, abotoaduras, anéis, chaves, canivete e telefones celulares. Neste sentido, significa o porta-joias do homem.